# Tribunal Superior de Justícia del País Basc
El Tribunal Superior de Justícia del País Basc (en basc: Euskal Autonomia Erkidegoko Auzitegi Nagusia, abreviat EAEAN; en castellà: Tribunal Superior de Justicia del País Vasco abreviat TSJPV) és l'òrgan jurisdiccional que culmina l'organització judicial a la comunitat autònoma del País Basc. Té la seva seu a Bilbao.
D'acord amb l'article 14.1 de l'Estatut d'autonomia del País Basc de 1979, el Tribunal té competència en matèries civils, penals, contenciós-administratives i socials.

## Sales
L'alt tribunal basc està integrat per tres sales amb jurisdicció a l'àmbit autonòmic:
- Sala Civil i Penal
- Sala Contenciosa Administrativa (tres seccions)
- Sala Social (tres seccions)

## Presidència
El president del TSJ és nomenat pel rei d'Espanya per a un període de 5 anys a proposta del Consell General del Poder Judicial.

### Llista de presidents
Informació actualitzada per un bot. Els canvis manuals es perdran quan s'actualitzi!
| Imatge | Titular                    | Des de | Fins a | Duració (anys) | Gènere  | Lloc de naixement  |
| ------ | -------------------------- | ------ | ------ | -------------- | ------- | ------------------ |
|        | Juan Luis Ibarra Robles    | (2010) | (2020) | 9–10           | masculí | Sopela             |
|        | Iñaki Subijana             | (2021) |        |                | masculí | Sant Sebastià      |
|        | Fernando Luis Ruiz Piñeiro | (2004) | (2010) | 5–6            | masculí | Madrid             |
|        | Manuel María Zorrilla Ruiz | (1995) | (2004) | 8–9            | masculí |                    |
|        | Juan Bautista Pardo García | (1989) | (1995) | 5–6            | masculí | Villalón de Campos |